# Bình Phước (xã)
Bình Phước là một xã thuộc tỉnh Vĩnh Long, Việt Nam.

## Địa lý
Xã Bình Phước có vị trí địa lý:
- Phía đông giáp xã Cái Nhum.
- Phía tây giáp xã Long Hồ.
- Phía nam giáp xã Tân Long Hội
- Phía bắc giáp phường Thanh Đức và xã Nhơn Phú.

Xã Bình Phước có diện tích 35,67 km², dân số năm 2025 là 29.418 người, mật độ dân số đạt 824 người/km².

## Hành chính
Xã Bình Phước được chia thành 7 ấp: Phước Chí, Phước Lộc Thọ, Phước Lợi, Phước Thới, Phước Thượng, Phước Trinh, Phước Tường.

## Lịch sử
Ngày 6 tháng 12 năm 2019, Hội đồng Nhân dân tỉnh Vĩnh Long ban hành Nghị quyết 228/NQ-HĐND về việc:
- Sáp nhhập toàn bộ ấp Phước Trinh A vào ấp Phước Trinh B thành ấp Phước Trinh
- Sáp nhập toàn bộ ấp Phước Thọ vào ấp Phước Lộc A thành ấp Phước Lộc Thọ
- Sáp nhập toàn bộ ấp Phước Lộc B vào ấp Phước Lợi
- Sáp nhập toàn bộ ấp Phước Chí B vào ấp Phước Thượng
- Sáp nhập toàn bộ ấp Phước Chí A vào ấp Phước Thới B thành ấp Phước Chí
- Sáp nhập toàn bộ ấp Phước Tường A vào ấp Phước Tường B thành ấp Phước Tường
- Sáp nhập toàn bộ ấp Phước Thới A vào ấp Phước Thới C thành ấp Phước Thới.

Ngày 16 tháng 6 năm 2025, Ủy ban Thường vụ Quốc hội ban hành Nghị quyết số 1687/NQ-UBTVQH15 về việc sắp xếp các đơn vị hành chính cấp xã của tỉnh Vĩnh Long năm 2025. Theo đó, sắp xếp toàn bộ diện tích tự nhiên, quy mô dân số của các xã Bình Phước, Hòa Tịnh và Long Mỹ thành xã mới có tên gọi là xã Bình Phước.
Sau khi sáp nhập, xã Bình Phước có 35,67 km² diện tích tự nhiên và dân số 29.418 người.